# Erradicación de enfermedades infecciosas

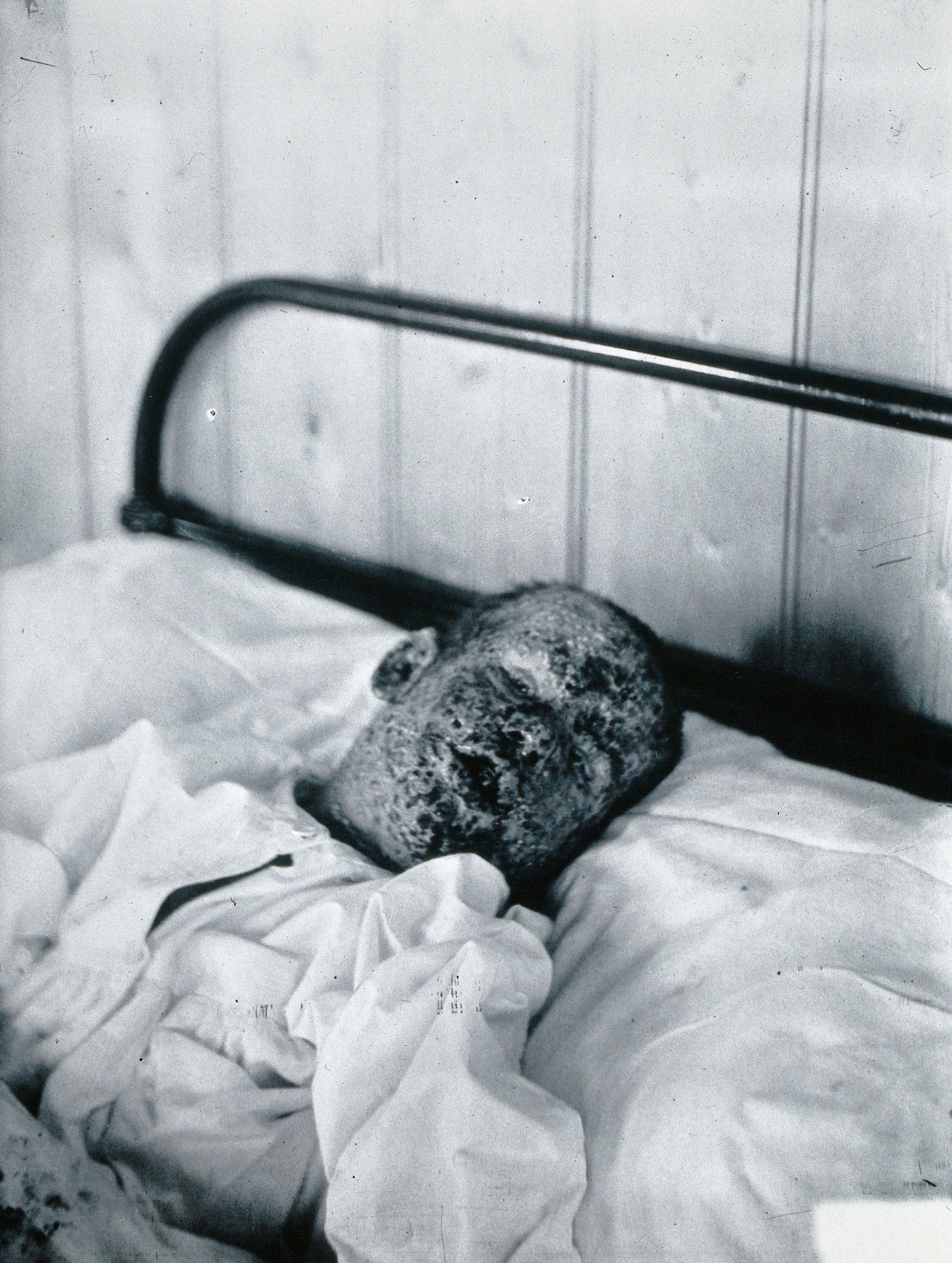
Un niño que sufre de viruela. En 1980, la Organización Mundial de la Salud anunció la erradicación mundial de la viruela. Es la única enfermedad humana que ha sido erradicada en todo el mundo.

La erradicación de una enfermedad infecciosa es la reducción a cero de la prevalencia de dicha enfermedad en la población mundial de huéspedes. A veces se confunde con la eliminación, que describe la reducción a cero de la prevalencia de una enfermedad infecciosa en una población regional, o la reducción de la prevalencia mundial a una cantidad insignificante. Otra confusión surge del uso del término erradicación para referirse a la eliminación total de un patógeno dado de un individuo (también conocido como eliminación de una infección), en particular en el contexto del VIH y algunos otros virus en los que se buscan esas curas.
La selección de las enfermedades infecciosas para su erradicación se basa en criterios rigurosos, ya que las características biológicas y técnicas determinan si un organismo patógeno es (al menos potencialmente) erradicable. El organismo seleccionado no debe tener un reservorio no humano (o, en el caso de las enfermedades animales, el reservorio de la infección debe ser una especie fácilmente identificable, como en el caso de la peste bovina), y/o amplificarse en el medio ambiente. Esto implica que se dispone de suficiente información sobre el ciclo vital y la dinámica de transmisión en el momento en que se programa una iniciativa de erradicación. Debe disponerse de una intervención eficiente y práctica (como una vacuna o un antibiótico) para interrumpir la transmisión del agente infeccioso. Los estudios sobre el sarampión en la época anterior a la vacunación llevaron al concepto de tamaño crítico de la comunidad, es decir, el tamaño de la población por debajo del cual un patógeno deja de circular. El uso de programas de vacunación antes de la introducción de una campaña de erradicación puede reducir la población susceptible. La enfermedad que ha de erradicarse debe ser claramente identificable y debe existir un instrumento de diagnóstico preciso. Las consideraciones económicas, así como el apoyo y el compromiso social y político, son otros factores cruciales que determinan la viabilidad de la erradicación.

## Enfermedades erradicadas
Hasta ahora, se han erradicado con éxito dos enfermedades: una que afecta específicamente a los humanos (viruela) y otra que afecta a una amplia gama de rumiantes (peste bovina). También hay cuatro programas en curso, dirigidos a la poliomielitis, el pian, la dracunculiasis y la malaria. Cinco enfermedades infecciosas más han sido identificadas hasta abril de 2008 como potencialmente erradicables con la tecnología actual por el Grupo de Trabajo Internacional para la Erradicación de Enfermedades del Centro Carter[en]: sarampión, paperas, rubéola, filariasis linfática y cisticercosis.